# Hans Hinrich
Hans Hinrich (27 de noviembre de 1903 – 30 de octubre de 1974) fue un actor y director cinematográfico alemán, con una carrera artística que desarrolló en Alemania e Italia, país donde utilizó el nombre de Giovanni Hinrich.

## Biografía
Nacido en Berlín, Alemania, Hinrich fue un notable director teatral antes de dedicarse a la dirección cinematográfica en 1931, cuando debutó con los estudios Universum Film AG, que en aquel momento acababan de incorporar la tecnología del cine sonoro. Hasta el año 1938 dirigió varias películas, las cuales tuvieron un éxito moderado, a pesar de que en las mismas actuaban intérpretes de la talla de Hans Albers, Heinrich George, Lil Dagover o Attila Hörbiger.
Hinrich era de ascendencia judía, aunque convertido al catolicismo, por lo que tras la llegada al poder de los Nazis en Alemania, aunque en un principio obtuvo permiso para seguir trabajando, finalmente optó por exiliarse a Italia, donde rodó Fracht von Baltimore (1938). Durante los años de la Italia fascista dirigió varias películas, entre ellas la histórica Lucrezia Borgia (1940). Cuando Hinrich fue amenazado de ser despedido del rodaje del film de 1941 Il vetturale del San Gottardo, varios de sus actores, entre ellos Osvaldo Valenti, protestaron la decisión y consiguieron  que él siguiera en la producción.
Finalizada la Segunda Guerra Mundial se dedicó a la actuación, en ocasiones con los nombres artísticos de Giovanni Hinrich y Giovanni Heinrich, debutando ante las cámaras en el film del neorrealismo italiano Avanti a lui tremava tutta Roma (1946), y actuando también en 1948 en I miserabili. Posteriormente volvió a su natal Alemania. Como actor de reparto, también actuó en cintas alemanas y, a partir de 1955, en producciones televisivas de su país. 
Hinrichs también trabajó como actor de voz, doblando, entre otros actores, a Edward G. Robinson, Claude Rains y Spencer Tracy.
Sus dos últimos trabajos como director fueron las películas K – Das Haus des Schweigens (1951, con Ernst Deutsch) y Conchita und der Ingenieur (1954).
En 1955 fue nombrado director titular de la compañía teatral Wuppertaler Bühnen, y desde 1958 a 1966 fue director general del Musiktheater im Revier.
Hans Hinrich falleció en Berlín, Alemania, en 1974. Desde el año 1928 había estado casado con la actriz Maria Krahn.

## Filmografía (selección)
| - 1932: Der Sieger - 1933: Das Meer ruft - 1933: SOS Eisberg - 1937: Liebling der Matrosen - 1937: Fremdenheim Filoda - 1938: Dreiklang - 1938: Zwischen den Eltern - 1938: Fracht von Baltimore - 1940: Lucrezia Borgia - 1951: K – Das Haus des Schweigens - 1954: Conchita und der Ingenieur | - 1946: Avanti a lui tremava tutta Roma - 1948: I miserabili. Caccia all'uomo - 1948: Fabiola - 1949: Gli ultimi giorni di Pompei - 1952: Türme des Schweigens - 1954: Uomini ombra - 1961: Das Wunder des Malachias - 1971: Die Frau in Weiß |